# Король Ричард
«Коро́ль Ри́чард» (англ. King Richard) — американская биографическая спортивная драма 2021 года, третий полнометражный фильм, снятый Рейнальдо Маркусом Грином по сценарию Зака Бейлина. В фильме Уилл Смит играет Ричарда Уильямса, отца и тренера знаменитых теннисисток Винус и Серены Уильямс (обе они выступили исполнительными продюсерами фильма), а Онжаню Эллис, Санийя Сидни, Деми Синглтон, Тони Голдвин и Джон Бернтал исполняют второстепенные роли.
Премьера состоялась на 48-м кинофестивале в Теллурайде 2 сентября 2021 года, а в прокат фильм вышел 19 ноября 2021 года компанией Warner Bros. Pictures и на потоковом сервисе HBO Max. Несмотря на то, что фильм провалился в прокате, собрав 39 миллионов долларов при бюджете в 50 миллионов долларов, он получил положительные отзывы критиков, которые похвалили сценарий и игру Смита, Эллиса и Сидни.
Американский институт киноискусства и Национальный совет кинокритиков США назвали его одним из десяти лучших фильмов года. Он получил шесть номинаций на 94-й церемонии вручения премии «Оскар», включая «Лучший фильм», и выиграл премию «Лучшую мужскую роль» для Уилла Смита.

## Сюжет
Ричард Уильямс живет в Комптоне, штат Калифорния, со своей женой Брэнди, тремя приемными дочерьми и двумя родными дочерьми, Винус и Сереной. Ричард стремится сделать из Винус и Серены профессиональных теннисисток; он подготовил план успеха еще до их рождения. Ричард и Брэнди ежедневно тренируют девочек, а также работают охранником и медсестрой соответственно. Ричард неустанно работает над тем, чтобы найти профессионального тренера для дочерей, создавая брошюры и видеокассеты для рекламы их навыков, но безуспешно.
Однажды Ричард ведет девочек к тренеру Полу Коэну, который в это время тренирует Джона Макинроя и Пита Сампраса. Несмотря на свои первоначальные сомнения, Пол соглашается посмотреть на уровень сестер, и оказывается впечатлен. Однако Уильямсы не могут позволить себе профессиональные тренировки, а Пол отказывается тренировать обеих девочек бесплатно; он выбирает Винус для обучения, а Серена продолжает тренироваться с Брэнди. Пол призывает Винус участвовать в юношеских турнирах. Она быстро добивается успеха, но Ричард учит Винус и ее сестер, что они должны оставаться скромными, несмотря на свой успех. На одном из турниров, где участвует Винус, Серена также записывается для участия без ведома Ричарда. Обе девочки продолжают добиваться успеха, но к семье относятся как к аутсайдерам среди преимущественно белых конкурентов из высшего общества. Ричард встречается с высококлассными агентами, но, опасаясь, что его дочерьми воспользуются в корыстных целях, запрещает сестрам участвовать в юношеских турнирах. Пол предупреждает его, что такое решение лишит девочек шансов стать профессионалами, но Ричард твердо стоит на своем, увольняя Пола с поста тренера.
Тренер Рик Макки едет в Калифорнию, чтобы посмотреть на уровень сестер. Впечатленный, он берется тренировать девочек, и семья переезжает во Флориду, чтобы заниматься в спортивном центре. Ричард удивляет Рика, повторяя, что сестры не будут играть в юниорских турнирах, а вместо этого будут тренироваться и ходить в школу, как обычные маленькие девочки. В последующие три года средства массовой информации и Рик задают вопросы о стратегии Ричарда в отношении дочерей и его стремлении получить славу в СМИ. Винус говорит Рику, что хочет стать профессионалом. Ричард неохотно соглашается, но позже меняет решение, опасаясь, что ее постигнет та же участь, что и ученицу Рика Дженнифер Каприати, которая по всей видимости страдает выгоранием, а также была арестована за хранение наркотиков. Это решение обостряет отношения Ричарда с Винус, Бренди и Риком. После ссоры с Брэнди он примиряется с Винус, соглашаясь позволить ей сыграть в предстоящем Bank of the West Classic в Окленде, Калифорния. Перед турниром семья встречается с представителем Nike, который предлагает им крупную спонсорскую сделку на сумму 3 миллиона долларов. Рик убеждает их согласиться, но семья единогласно отказывается, полагая, что, как только Винус начнет играть, она получит более выгодные предложения.
Винус сначала неуверенно играет в своем первом профессиональном матче против Шон Стаффорд, но в итоге побеждает. В своем следующем матче против топ-игрока Аранчи Санчес Викарио она считается аутсайдером. Винус выигрывает первый сет и ведет во втором, но затем Викарио уходит на продолжительное время в туалет. Это не является нарушением правил, но такая уловка сбивает темп игры. Санчес Викарио сравнивает счет и выигрывает второй сет и матч. Ричард и Брэнди утешают разочарованную Винус, говоря ей, чтобы она должна гордится собой. Когда семья покидает стадион, Винус встречает большая толпа поклонников, чтобы подбодрить ее, а Рик говорит Ричарду, что несколько крупных обувных компаний очень хотят встретиться с Винус.
В эпилоге говорится, что девять месяцев спустя, в возрасте 15 лет, Винус подпишет контракт с Reebok на 12 миллионов долларов (что эквивалентно 21 миллиону долларов в 2020 году). Она выиграла Уимблдон пять раз и стала первой афроамериканкой, занявшей первое место в мире в Открытую эру. Серена, которая два года спустя присоединилась к Винус в качестве профессионала, станет 23-кратной чемпионкой турниров Большого шлема и считается, возможно, величайшей теннисисткой в истории тенниса.

## В ролях
| Актёр            | Роль           |
| ---------------- | -------------- |
| Уилл Смит        | Ричард Уильямс |
| Джон Бернтал     | Рик Макки      |
| Тони Голдуин     | Пол Коэн       |
| Онжаню Эллис     | Брэнди Уильямс |
| Дилан Макдермотт | Уилл Ходжес    |
| Сьюзи Абромейт   | Робин Финн     |
| Ноа Бин          | Стивен         |
| Катрина Бегин    | Энн Уоркестер  |
| Санийя Сидни     | Винус Уильямс  |
| Деми Синглтон    | Серена Уильямс |

## Производство
Проект был анонсирован в марте 2019 года. Тогда стало известно, что Уилл Смит сыграет Ричарда Уильямса в фильме по сценарию Зака Бэйлина. Затем студия Warner Bros. приобрела права на производство фильма.
Лев Шрайбер должен был сыграть Пола Коэна в фильме, но в октябре 2020 года было объявлено, что его заменил Тони Голдуин.
Для фильма была написана оригинальная песня «Be Alive», авторами и продюсерами которой выступили Бейонсе и Dixson.

## Релиз
Фильм был представлен на 48-м кинофестивале «Теллурайд» 2 сентября 2021 года, а также на Фестивале Американского института киноискусства (AFI Fest), Лондонском кинофестивале (BFI London Film Festival), международном кинофестивале в Чикаго (Chicago International Film Festival) и других кинофестивалях.
Мировая премьера состоялась 19 ноября 2021 года, также в течение месяца фильм был доступен на стриминговом сервисе HBO Max.

## Оценка критиков
На сайте-агрегаторе Rotten Tomatoes фильм имеет рейтинг одобрения 91 %, основанный на 34 рецензиях со средним рейтингом 7,2/10. Консенсус критиков сайта гласит: «Король Ричард выходит за рамки шаблонов спортивных байопиков благодаря освежающему повествованию и выдающейся игре Уилла Смита в главной роли». Metacritic дал фильму средневзвешенную оценку 73 из 100, основанную на 12 отзывах, что указывает на «в целом благоприятные отзывы».

### Награды и номинации
| Награда                                                   | Дата вручения   | Категория                                      | Номинанты и получатели               | Результат | П.     |
| --------------------------------------------------------- | --------------- | ---------------------------------------------- | ------------------------------------ | --------- | ------ |
| Международный кинофестиваль Heartland                     | 18 октября 2021 | Приз зрительских симпатий                      | «Король Ричард»                      | Победа    | [ 17 ] |
| Международный кинофестиваль Heartland                     | 18 октября 2021 | Приз за новаторский дух                        | Уилл Смит                            | Победа    | [ 17 ] |
| Кинофестиваль 919                                         | 25 октября 2021 | Приз зрительских симпатий                      | «Король Ричард»                      | Победа    | [ 18 ] |
| Международный кинофестиваль в Чикаго                      | 26 октября 2021 | Приз зрительских симпатий                      | «Король Ричард»                      | Победа    | [ 19 ] |
| Кинофестиваль SCAD в Джорджии                             | 30 октября 2021 | Личные достижения в фильме                     | Онжаню Эллис                         | Победа    |        |
| Кинофестиваль в Филадельфии                               | 3 ноября 2021   | Приз зрительских симпатий (за нарратив)        | «Король Ричард»                      | Победа    | [ 20 ] |
| Кинофестиваль в Денвере                                   | 4 ноября 2021   | Приз зрительских симпатий                      | «Король Ричард»                      | Победа    |        |
| Международный кинофестиваль в Майами                      | 11 ноября 2021  | Приз зрительских симпатий                      | «Король Ричард»                      | Победа    |        |
| Hollywood Music in Media Awards                           | 17 ноября 2021  | Лучший оригинальный саундтрек в игровом фильме | Крис Бауэрс                          | Номинация | [ 21 ] |
| Hollywood Music in Media Awards                           | 17 ноября 2021  | Лучшая оригинальная песня в игровом фильме     | Бейонсе и Dixson за «Be Alive»       | Номинация | [ 21 ] |
| Национальный совет кинокритиков США                       | 2 декабря 2021  | Лучший фильм года                              | «Король Ричард»                      | Номинация | [ 22 ] |
| Национальный совет кинокритиков США                       | 2 декабря 2021  | ТОП-10 лучших фильмов года                     | «Король Ричард»                      | Победа    | [ 22 ] |
| Национальный совет кинокритиков США                       | 2 декабря 2021  | Лучшая мужская роль                            | Уилл Смит                            | Победа    | [ 22 ] |
| Национальный совет кинокритиков США                       | 2 декабря 2021  | Лучшая женская роль второго плана              | Онжаню Эллис                         | Победа    | [ 22 ] |
| Премия Sunset Circle Awards                               | 3 декабря 2021  | ТОП-10 лучших фильмов года                     | «Король Ричард»                      | Победа    | [ 23 ] |
| Премия Sunset Circle Awards                               | 3 декабря 2021  | Лучшая мужская роль                            | Уилл Смит                            | Номинация | [ 23 ] |
| Премия Sunset Circle Awards                               | 3 декабря 2021  | Лучшая женская роль второго плана              | Онжаню Эллис                         | Номинация | [ 23 ] |
| Премия Sunset Circle Awards                               | 3 декабря 2021  | Лучшая мужская роль второго плана              | Джон Бернтал                         | Номинация | [ 23 ] |
| Премия общества кинокритиков Вашингтона                   | 6 декабря 2021  | Лучшая мужская роль                            | Уилл Смит                            | Номинация | [ 24 ] |
| Премия общества кинокритиков Вашингтона                   | 6 декабря 2021  | Лучшая женская роль второго плана              | Онжаню Эллис                         | Победа    | [ 24 ] |
| Премия общества кинокритиков Вашингтона                   | 6 декабря 2021  | Лучший молодой актер / актриса                 | Санийя Сидни                         | Номинация | [ 24 ] |
| Премия общества кинокритиков Вашингтона                   | 6 декабря 2021  | Лучший оригинальный сценарий                   | Зак Бэйлин                           | Номинация | [ 24 ] |
| Премия общества кинокритиков Детройта                     | 6 декабря 2021  | Лучший фильм                                   | «Король Ричард»                      | Номинация | [ 25 ] |
| Премия общества кинокритиков Детройта                     | 6 декабря 2021  | Лучшая мужская роль                            | Уилл Смит                            | Номинация | [ 25 ] |
| Премия общества кинокритиков Детройта                     | 6 декабря 2021  | Лучшая женская роль второго плана              | Онжаню Эллис                         | Номинация | [ 25 ] |
| Премия общества кинокритиков Детройта                     | 6 декабря 2021  | Лучшая мужская роль второго плана              | Джон Бернтал                         | Победа    | [ 25 ] |
| Американский институт киноискусства                       | 11 марта 2022   | ТОП-10 фильмов года                            | «Король Ричард»                      | Победа    | [ 26 ] |
| Премия общества женщин-кинокритиков                       | 11 декабря 2021 | Лучшее равенство полов в фильме                | «Король Ричард»                      | Победа    | [ 27 ] |
| Премия общества женщин-кинокритиков                       | 11 декабря 2021 | Лучшая мужская роль                            | Уилл Смит                            | Победа    | [ 27 ] |
| Ассоциация онлайн-кинокритиков Нью-Йорка                  | 12 декабря 2021 | Лучший фильм                                   | «Король Ричард»                      | Номинация |        |
| Ассоциация онлайн-кинокритиков Нью-Йорка                  | 12 декабря 2021 | ТОП-10 лучших фильмов года                     | «Король Ричард»                      | Победа    |        |
| Премия совета кинокритиков Лас-Вегаса                     | 13 декабря 2021 | Лучший фильм                                   | «Король Ричард»                      | Номинация | [ 28 ] |
| Премия совета кинокритиков Лас-Вегаса                     | 13 декабря 2021 | ТОП-10 лучших фильмов года                     | «Король Ричард»                      | Победа    | [ 28 ] |
| Премия совета кинокритиков Лас-Вегаса                     | 13 декабря 2021 | Лучшая мужская роль                            | Уилл Смит                            | Номинация | [ 28 ] |
| Премия совета кинокритиков Лас-Вегаса                     | 13 декабря 2021 | Лучший молодой актёр / актриса                 | Санийя Сидни                         | Номинация | [ 28 ] |
| Премия совета кинокритиков Лас-Вегаса                     | 13 декабря 2021 | Лучшая оригинальная песня                      | Бейонсе и Dixson за «Be Alive»       | Номинация | [ 28 ] |
| Ассоциация кинокритиков Юго-Восточных штатов              | 14 декабря 2021 | Лучшая мужская роль                            | Уилл Смит                            | 2-е место | [ 29 ] |
| Ассоциация кинокритиков Юго-Восточных штатов              | 14 декабря 2021 | Лучшая женская роль второго плана              | Онжаню Эллис                         | 2-е место | [ 29 ] |
| Ассоциация кинокритиков Лос-Анджелеса                     | 18 декабря 2021 | Лучшая женская роль второго плана              | Онжаню Эллис                         | 2-е место | [ 30 ] |
| Ассоциация кинокритиков Сент-Луиса                        | 19 декабря 2021 | Лучшая мужская роль                            | Уилл Смит                            | Номинация | [ 31 ] |
| Ассоциация кинокритиков Сент-Луиса                        | 19 декабря 2021 | Лучшая женская роль второго плана              | Онжаню Эллис                         | Номинация | [ 31 ] |
| Ассоциация кинокритиков Далласа                           | 20 декабря 2021 | Лучший фильм                                   | «Король Ричард»                      | 3-е место | [ 32 ] |
| Ассоциация кинокритиков Далласа                           | 20 декабря 2021 | Лучшая мужская роль                            | Уилл Смит                            | 2-е место | [ 32 ] |
| Ассоциация кинокритиков Далласа                           | 20 декабря 2021 | Лучшая женская роль второго плана              | Онжаню Эллис                         | 3-е место | [ 32 ] |
| Премия общества кинокритиков Невады                       | 21 декабря 2021 | Лучшая женская роль второго плана              | Онжаню Эллис                         | Победа    | [ 33 ] |
| Премия онлайн-ассоциации женщин-кинокритиков              | 21 декабря 2021 | Лучшая мужская роль                            | Уилл Смит                            | Номинация | [ 34 ] |
| Премия онлайн-ассоциации женщин-кинокритиков              | 21 декабря 2021 | Лучший актёрский прорыв                        | Санийя Сидни                         | Номинация | [ 34 ] |
| Премия общества афроамериканских кинокритиков             | 22 декабря 2021 | Лучший фильм                                   | «Король Ричард»                      | Победа    | [ 35 ] |
| Премия общества афроамериканских кинокритиков             | 22 декабря 2021 | ТОП-10 лучших фильмов года                     | «Король Ричард»                      | Победа    | [ 35 ] |
| Премия общества афроамериканских кинокритиков             | 22 декабря 2021 | Лучшая мужская роль                            | Уилл Смит                            | Победа    | [ 35 ] |
| Премия общества афроамериканских кинокритиков             | 22 декабря 2021 | Лучшая женская роль второго плана              | Онжаню Эллис                         | Победа    | [ 35 ] |
| Премия общества афроамериканских кинокритиков             | 22 декабря 2021 | Лучший оригинальный сценарий                   | Зак Бэйлин                           | Победа    | [ 35 ] |
| Ассоциация кинокритиков Северного Техаса                  | 22 декабря 2021 | Лучшая мужская роль                            | Уилл Смит                            | Номинация |        |
| Ассоциация кинокритиков западного Нью-Йорка               | 31 декабря 2021 | Лучшая мужская роль                            | Уилл Смит                            | Номинация | [ 36 ] |
| Ассоциация кинокритиков западного Нью-Йорка               | 31 декабря 2021 | Лучшая женская роль второго плана              | Онжаню Эллис                         | Номинация | [ 36 ] |
| Ассоциация кинокритиков Северной Каролины                 | 5 января 2022   | Лучшая мужская роль                            | Уилл Смит                            | Номинация | [ 37 ] |
| Ассоциация кинокритиков Северной Каролины                 | 5 января 2022   | Лучшая женская роль второго плана              | Онжаню Эллис                         | Номинация | [ 37 ] |
| Международный кинофестиваль в Палм-Спрингс                | 6 января 2022   | Награда за лучший актёрский ансамбль           | «Король Ричард»                      | Победа    | [ 38 ] |
| Ассоциация кинокритиков Колумбуса (Огайо)                 | 6 января 2022   | Лучший оригинальный сценарий                   | Зак Бэйлин                           | Номинация | [ 39 ] |
| Ассоциация кинокритиков Колумбуса (Огайо)                 | 6 января 2022   | Лучшая мужская роль                            | Уилл Смит                            | Номинация | [ 39 ] |
| Ассоциация кинокритиков Колумбуса (Огайо)                 | 6 января 2022   | Лучшая женская роль второго плана              | Онжаню Эллис                         | Номинация | [ 39 ] |
| Ассоциация кинокритиков Центральной Флориды               | 7 января 2022   | Приз за лучший фильм Центральной Флориды       | «Король Ричард»                      | Победа    | [ 40 ] |
| Ассоциация кинокритиков Центральной Флориды               | 7 января 2022   | Лучшая женская роль второго плана              | Онжаню Эллис                         | Победа    | [ 40 ] |
| Ассоциация кинокритиков Центральной Флориды               | 7 января 2022   | Лучшая оригинальная песня                      | Бейонсе и Dixson за «Be Alive»       | 2-е место | [ 40 ] |
| Премия независимых кинокритиков Чикаго                    | 8 января 2022   | Лучшая мужская роль                            | Уилл Смит                            | Номинация | [ 41 ] |
| Премия независимых кинокритиков Чикаго                    | 8 января 2022   | Лучшая женская роль второго плана              | Онжаню Эллис                         | Номинация | [ 41 ] |
| Премия независимых кинокритиков Чикаго                    | 8 января 2022   | Лучшая оригинальная песня                      | Бейонсе и Dixson за «Be Alive»       | Номинация | [ 41 ] |
| Премия «Золотой глобус»                                   | 9 января 2022   | Лучший фильм — драма                           | «Король Ричард»                      | Номинация | [ 42 ] |
| Премия «Золотой глобус»                                   | 9 января 2022   | Лучшая мужская роль — драма                    | Уилл Смит                            | Победа    | [ 42 ] |
| Премия «Золотой глобус»                                   | 9 января 2022   | Лучшая женская роль второго плана              | Онжаню Эллис                         | Номинация | [ 42 ] |
| Премия «Золотой глобус»                                   | 9 января 2022   | Лучшая оригинальная песня                      | Бейонсе и Dixson за «Be Alive»       | Номинация | [ 42 ] |
| Премия общества кинокритиков Сан-Франциско                | 10 января 2022  | Лучшая мужская роль                            | Уилл Смит                            | Номинация | [ 43 ] |
| Премия общества кинокритиков Сан-Диего                    | 10 января 2022  | Лучший молодой актёр / актриса                 | Санийя Сидни                         | Номинация | [ 44 ] |
| Премия общества кинокритиков Сан-Диего                    | 10 января 2022  | Лучший молодой актёр / актриса                 | Деми Синглтон                        | Номинация | [ 44 ] |
| Ассоциация кинокритиков Джорджии                          | 14 января 2022  | Лучшая мужская роль                            | Уилл Смит                            | Номинация | [ 45 ] |
| Премия общества кинокритиков Гавайи                       | 14 января 2022  | Лучшая мужская роль                            | Уилл Смит                            | Номинация | [ 46 ] |
| Премия общества кинокритиков Гавайи                       | 14 января 2022  | Лучшая женская роль второго плана              | Онжаню Эллис                         | Номинация | [ 46 ] |
| Премия общества кинокритиков Гавайи                       | 14 января 2022  | Лучший оригинальный сценарий                   | Зак Бэйлин                           | Номинация | [ 46 ] |
| Премия общества кинокритиков Гавайи                       | 14 января 2022  | Лучшая оригинальная песня                      | Бейонсе и Dixson за «Be Alive»       | Номинация | [ 46 ] |
| Ассоциация кинокритиков Айовы                             | 15 января 2022  | Лучшая мужская роль                            | Уилл Смит                            | 2-е место | [ 47 ] |
| Премия общества международных кинокритиков Пандоры        | 16 января 2022  | Лучшая женская роль второго плана              | Онжаню Эллис                         | Номинация | [ 48 ] |
| Премия общества международных кинокритиков Пандоры        | 16 января 2022  | Лучшая оригинальная песня                      | Бейонсе и Dixson за «Be Alive»       | Номинация | [ 48 ] |
| Премия общества кинокритиков Денвера                      | 17 января 2022  | Лучшая мужская роль                            | Уилл Смит                            | Номинация | [ 49 ] |
| Премия общества кинокритиков Денвера                      | 17 января 2022  | Лучшая женская роль второго плана              | Онжаню Эллис                         | Номинация | [ 49 ] |
| Премия общества кинокритиков Денвера                      | 17 января 2022  | Лучший оригинальный сценарий                   | Зак Бэйлин                           | Номинация | [ 49 ] |
| Премия общества кинокритиков Денвера                      | 17 января 2022  | Лучшая оригинальная песня                      | Бейонсе и Dixson за «Be Alive»       | Номинация | [ 49 ] |
| Премия общества кинокритиков Северной Дакоты              | 17 января 2022  | Лучшая оригинальная песня                      | Бейонсе и Dixson за «Be Alive»       | Номинация | [ 50 ] |
| Премия общества кинокритиков Сиэттла                      | 17 января 2022  | Лучшая женская роль второго плана              | Онжаню Эллис                         | Номинация | [ 51 ] |
| Ассоциация афро-американских кинокритиков                 | 17 января 2022  | ТОП-10 лучших фильмов года                     | «Король Ричард»                      | Победа    | [ 52 ] |
| Ассоциация афро-американских кинокритиков                 | 17 января 2022  | Лучшая мужская роль                            | Уилл Смит                            | Победа    | [ 52 ] |
| Ассоциация афро-американских кинокритиков                 | 17 января 2022  | Лучшая женская роль второго плана              | Онжаню Эллис                         | Победа    | [ 52 ] |
| Ассоциация афро-американских кинокритиков                 | 17 января 2022  | Лучший режиссёрский прорыв                     | Рейнальдо Маркус Грин                | Победа    | [ 52 ] |
| Ассоциация афро-американских кинокритиков                 | 17 января 2022  | Лучший актёрский прорыв                        | Санийя Сидни                         | Победа    | [ 52 ] |
| Премия общества онлайн-кинокритиков                       | 24 января 2022  | Лучшая женская роль второго плана              | Онжаню Эллис                         | Номинация | [ 53 ] |
| Ассоциация кинокритиков Music City                        | 25 января 2022  | Лучшая мужская роль                            | Уилл Смит                            | Номинация | [ 54 ] |
| Ассоциация кинокритиков Music City                        | 25 января 2022  | Лучший молодой актер / актриса                 | Санийя Сидни                         | Номинация | [ 54 ] |
| Премия Австралийской академии кинематографа и телевидения | 26 января 2022  | Лучшая мужская роль                            | Уилл Смит                            | Номинация | [ 55 ] |
| Премия Альянса женщин-киножурналистов                     | 25 января 2022  | Лучший кастинг                                 | Рич Делиа и Эйви Кауфман             | Номинация | [ 56 ] |
| Премия Альянса женщин-киножурналистов                     | 25 января 2022  | Лучшая мужская роль                            | Уилл Смит                            | Номинация | [ 56 ] |
| Премия Альянса женщин-киножурналистов                     | 25 января 2022  | Лучшая женская роль второго плана              | Онжаню Эллис                         | Номинация | [ 56 ] |
| Премия общества кинокритиков Хьюстона                     | 20 февраля 2022 | Лучший фильм                                   | «Король Ричард»                      | Номинация | [ 57 ] |
| Премия общества кинокритиков Хьюстона                     | 20 февраля 2022 | Лучшая мужская роль                            | Уилл Смит                            | Номинация | [ 57 ] |
| Премия общества кинокритиков Хьюстона                     | 20 февраля 2022 | Лучшая женская роль второго плана              | Онжаню Эллис                         | Номинация | [ 57 ] |
| Премия NAACP Image                                        | 26 февраля 2022 | Лучший фильм                                   | «Король Ричард»                      | Номинация | [ 58 ] |
| Премия NAACP Image                                        | 26 февраля 2022 | Лучший актёрский ансамбль                      | «Король Ричард»                      | Номинация | [ 58 ] |
| Премия NAACP Image                                        | 26 февраля 2022 | Лучший режиссёр                                | Рейнальдо Маркус Грин                | Номинация | [ 58 ] |
| Премия NAACP Image                                        | 26 февраля 2022 | Лучшая мужская роль                            | Уилл Смит                            | Победа    | [ 58 ] |
| Премия NAACP Image                                        | 26 февраля 2022 | Лучшая женская роль второго плана              | Онжаню Эллис                         | Номинация | [ 58 ] |
| Премия NAACP Image                                        | 26 февраля 2022 | Лучшая R&B/соул песня                          | Бейонсе за «Be Alive»                | Номинация | [ 58 ] |
| Премия Гильдии киноактёров США                            | 27 февраля 2022 | Лучший актёрский ансамбль                      | «Король Ричард»                      | Номинация | [ 59 ] |
| Премия Гильдии киноактёров США                            | 27 февраля 2022 | Лучшая мужская роль                            | Уилл Смит                            | Победа    | [ 59 ] |
| Премия Black Reel Awards                                  | 28 февраля 2022 | Лучший фильм                                   | «Король Ричард»                      | Победа    | [ 60 ] |
| Премия Black Reel Awards                                  | 28 февраля 2022 | Лучший актёрский ансамбль                      | «Король Ричард»                      | Номинация | [ 60 ] |
| Премия Black Reel Awards                                  | 28 февраля 2022 | Лучший режиссёр                                | Рейнальдо Маркус Грин                | Номинация | [ 60 ] |
| Премия Black Reel Awards                                  | 28 февраля 2022 | Лучшая мужская роль                            | Уилл Смит                            | Победа    | [ 60 ] |
| Премия Black Reel Awards                                  | 28 февраля 2022 | Лучшая женская роль второго плана              | Онжаню Эллис                         | Победа    | [ 60 ] |
| Премия Black Reel Awards                                  | 28 февраля 2022 | Лучший женский актёрский прорыв                | Санийя Сидни                         | Номинация | [ 60 ] |
| Премия Black Reel Awards                                  | 28 февраля 2022 | Лучший женский актёрский прорыв                | Деми Синглтон                        | Номинация | [ 60 ] |
| Премия Black Reel Awards                                  | 28 февраля 2022 | Лучший монтаж                                  | Памела Мартин                        | Номинация | [ 60 ] |
| Премия Black Reel Awards                                  | 28 февраля 2022 | Лучшая оригинальная песня                      | Бейонсе и Dixson за «Be Alive»       | Номинация | [ 60 ] |
| Ассоциация голливудских критиков                          | 28 февраля 2022 | Лучший фильм                                   | «Король Ричард»                      | Номинация | [ 61 ] |
| Ассоциация голливудских критиков                          | 28 февраля 2022 | Лучший актёрский ансамбль                      | «Король Ричард»                      | Номинация | [ 61 ] |
| Ассоциация голливудских критиков                          | 28 февраля 2022 | Лучший режиссёр                                | Рейнальдо Маркус Грин                | Номинация | [ 61 ] |
| Ассоциация голливудских критиков                          | 28 февраля 2022 | Лучшая мужская роль                            | Уилл Смит                            | Номинация | [ 61 ] |
| Ассоциация голливудских критиков                          | 28 февраля 2022 | Лучшая женская роль второго плана              | Онжаню Эллис                         | Номинация | [ 61 ] |
| Ассоциация голливудских критиков                          | 28 февраля 2022 | Награда Inspire Award                          | Онжаню Эллис                         | Победа    | [ 61 ] |
| Ассоциация голливудских критиков                          | 28 февраля 2022 | Награда Star on the Rise                       | Санийя Сидни                         | Победа    | [ 61 ] |
| Ассоциация голливудских критиков                          | 28 февраля 2022 | Лучший оригинальный сценарий                   | Зак Бэйлин                           | Номинация | [ 61 ] |
| Ассоциация голливудских критиков                          | 28 февраля 2022 | Лучший монтаж                                  | Памела Мартин                        | Номинация | [ 61 ] |
| Ассоциация голливудских критиков                          | 28 февраля 2022 | Лучшая оригинальная песня                      | Бейонсе и Dixson за «Be Alive»       | Победа    | [ 61 ] |
| Премия общества международных критиков                    | 3 марта 2022    | Лучшая мужская роль                            | Уилл Смит                            | Ожидается |        |
| Премия общества международных критиков                    | 3 марта 2022    | Лучший молодой актер / актриса                 | Санийя Сидни                         | Номинация |        |
| Премия общества международных критиков                    | 3 марта 2022    | Лучшая оригинальная песня                      | Бейонсе и Dixson за «Be Alive»       | Ожидается |        |
| Американская ассоциация монтажёров                        | 5 марта 2022    | Лучший монтаж в драматическом фильме           | Памела Мартин                        | Победа    | [ 62 ] |
| Премия альянса кинокритиков Миннесоты                     | 8 марта 2022    | Лучшая мужская роль                            | Уилл Смит                            | Номинация | [ 63 ] |
| Премия альянса кинокритиков Миннесоты                     | 8 марта 2022    | Лучшая женская роль второго плана              | Онжаню Эллис                         | Номинация | [ 63 ] |
| Премия BAFTA                                              | 13 марта 2022   | Лучший оригинальный сценарий                   | Зак Бэйлин                           | Номинация | [ 64 ] |
| Премия BAFTA                                              | 13 марта 2022   | Лучшая мужская роль                            | Уилл Смит                            | Победа    | [ 64 ] |
| Премия BAFTA                                              | 13 марта 2022   | Лучшая женская роль второго плана              | Онжаню Эллис                         | Номинация | [ 64 ] |
| Премия BAFTA                                              | 13 марта 2022   | Лучший кастинг                                 | Рич Делиа и Эйви Кауфман             | Номинация | [ 64 ] |
| Премия «Выбор критиков»                                   | 13 марта 2022   | Лучший фильм                                   | «Король Ричард»                      | Номинация | [ 65 ] |
| Премия «Выбор критиков»                                   | 13 марта 2022   | Лучшая мужская роль                            | Уилл Смит                            | Победа    | [ 65 ] |
| Премия «Выбор критиков»                                   | 13 марта 2022   | Лучшая женская роль второго плана              | Онжаню Эллис                         | Номинация | [ 65 ] |
| Премия «Выбор критиков»                                   | 13 марта 2022   | Лучший молодой актер / актриса                 | Санийя Сидни                         | Номинация | [ 65 ] |
| Премия «Выбор критиков»                                   | 13 марта 2022   | Лучший оригинальный сценарий                   | Зак Бэйлин                           | Номинация | [ 65 ] |
| Премия «Выбор критиков»                                   | 13 марта 2022   | Лучшая оригинальная песня                      | Бейонсе и Dixson за «Be Alive»       | Номинация | [ 65 ] |
| Премия Gold Derby                                         | 16 марта 2022   | Лучшая мужская роль                            | Уилл Смит                            | Номинация | [ 66 ] |
| Премия Gold Derby                                         | 16 марта 2022   | Лучшая оригинальная песня                      | Бейонсе и Dixson за «Be Alive»       | Номинация | [ 66 ] |
| Премия Гильдии продюсеров США                             | 19 марта 2022   | Лучший игровой фильм                           | Уилл Смит, Тимоти Уайт и Тревор Уайт | Номинация | [ 67 ] |
| Премия Гильдии музыкальных руководителей                  | 20 марта 2022   | Лучшая оригинальная песня для фильма           | Бейонсе и Dixson за «Be Alive»       | Номинация | [ 68 ] |
| Премия Гильдии музыкальных руководителей                  | 20 марта 2022   | Лучшее музыкальное сопровождение для трейлера  | Тоддрик Спалдинг                     | Победа    | [ 68 ] |
| Премия Гильдии сценаристов США                            | 20 марта 2022   | Лучший оригинальный сценарий в фильме          | Зак Бэйлин                           | Номинация | [ 69 ] |
| Оскар                                                     | 27 марта 2022   | Лучший фильм                                   | «Король Ричард»                      | Номинация | [ 70 ] |
| Оскар                                                     | 27 марта 2022   | Лучший актёр                                   | Уилл Смит                            | Победа    | [ 70 ] |
| Оскар                                                     | 27 марта 2022   | Лучшая актриса второго плана                   | Онжаню Эллис                         | Номинация | [ 70 ] |
| Оскар                                                     | 27 марта 2022   | Лучший оригинальный сценарий                   | Зак Бэйлин                           | Номинация | [ 70 ] |
| Оскар                                                     | 27 марта 2022   | Лучшая песня к фильму                          | Бейонсе и Dixson за «Be Alive»       | Номинация | [ 70 ] |
| Оскар                                                     | 27 марта 2022   | Лучший монтаж                                  | Памела Мартин                        | Номинация | [ 70 ] |
| Премия «Спутник»                                          | 2 апреля 2022   | Лучший фильм — драма                           | «Король Ричард»                      | Номинация | [ 71 ] |
| Премия «Спутник»                                          | 2 апреля 2022   | Лучший режиссёр                                | Рейнальдо Маркус Грин                | Номинация | [ 71 ] |
| Премия «Спутник»                                          | 2 апреля 2022   | Лучшая мужская роль                            | Уилл Смит                            | Номинация | [ 71 ] |
| Премия «Спутник»                                          | 2 апреля 2022   | Лучшая женская роль второго плана              | Онжаню Эллис                         | Номинация | [ 71 ] |
| Премия «Спутник»                                          | 2 апреля 2022   | Лучший оригинальный сценарий                   | Зак Бэйлин                           | Номинация | [ 71 ] |
| Премия «Спутник»                                          | 2 апреля 2022   | Лучший монтаж                                  | Памела Мартин                        | Номинация | [ 71 ] |
| Премия «Спутник»                                          | 2 апреля 2022   | Лучшая оригинальная песня                      | Бейонсе и Dixson за «Be Alive»       | Номинация | [ 71 ] |